# Ostřice ječmenovitá
Ostřice ječmenovitá (Carex hordeistichos) je druh jednoděložné rostliny z čeledi šáchorovité (Cyperaceae).

## Popis
Jedná se o rostlinu dosahující výšky nejčastěji 20–50 cm. Je vytrvalá, trsnatá, bez výběžků. Listy jsou střídavé, přisedlé, s listovými pochvami. Lodyha je tupě trojhranná, kratší než listy. čepele jsou asi 4–7 mm široké, výrazně tmavozelené. Bazální pochvy jsou vláknitě rozpadavé, červenohnědé. Ostřice ječmenovitá patří mezi různoklasé ostřice, nahoře jsou klásky čistě samčí, dole čistě samičí. Samčích klásků bývá 2–3, samičích nejčastěji 2–4. Samičí klásky jsou podlouhlé, asi 2–3 cm dlouhé a asi 8–10 mm široké, uspořádané v 1–2 shlucích ve střední části lodyhy. Klásky jsou v nich nejsou uspořádány do šroubovice, proto jsou patrné podélné řady mošniček. Dolní listen má 1–2,5 cm dlouhou pochvu Okvětí chybí. V samčích květech jsou zpravidla 3 tyčinky. Blizny jsou většinou 3. Plodem je mošnička, která je asi 9–10 mm dlouhá, žlutě až oranžově hnědá, lesklá, zakončená výrazně dvouklaným zobánkem. V ČR kvete nejčastěji v květnu až červenci, počet chromozómů je 2n=54, 56 nebo 60.

## Rozšíření ve světě
Ostřice ječmenovitá roste hlavně v jižní až jihovýchodní Evropě s přesahem do střední Evropy a severní Afriky a v jihozápadní Asii.

## Rozšíření v Česku
V ČR je to vzácný druh rozšířený pouze v teplých oblastech jižní a jihovýchodní Moravy a patří k silně ohroženým druhům flóry ČR, kategorie C2t. Je to halofyt, roste hlavně na zasolených loukách a prameništích a zarůstajících cestách